# Eudes (comte des Furneaux)
 (mai 2024).
Améliorez-le ou discutez des points à vérifier. 
Pour les articles homonymes, voir Eudes.
Otton ou Eudes, comte de Furneaux(c. 1040 ~ c.1086) était un noble de France.

## Biographie
Il est membre de la Maison carolingienne de Vermandois.
Il est le fils Otton de Vermandois et son épouse Pavia. 
Sa vie n'est pas documentée, mais Regestum veterum est "Odonis fratris comitis", daté 1076.[Quoi ?]